# Ilex blanchetii
Ilex blanchetii är en järneksväxtart som beskrevs av Ludwig Eduard Loesener. Ilex blanchetii ingår i släktet järnekar, och familjen järneksväxter. Inga underarter finns listade i Catalogue of Life.